# شرکت لانگ آیلند لایتینگ
شرکت لانگ آیلند لایتینگ یا شرکت روشنایی لانگ آیلند (انگلیسی: Long Island Lighting Company) به (اختصاری LILCO) لیلکو ["lil-co"]، یک شرکت برق و گاز طبیعی برای جوامع لانگ آیلند، نیویورک بود که به ۲٫۷ میلیون نفر در شهرستان‌های نساو، سافک و کویینز خدمات‌رسانی می‌کرد. لیلکو از سال ۱۹۱۱ تا ۱۹۹۸ شرکت برق لانگ آیلند بود.